# Garde-frontière Est
La Garde-frontière Est est un ensemble d'unités militaires allemandes (corps francs et d'associations de volontaires, Autoprotection Haute-Silésie (de), etc.) créées après la Première Guerre mondiale en 1918-1919, pour assurer la protection de la frontière et des territoires orientaux de l'Empire allemand jusqu'à la délimitation définitive de la frontière, notamment vis-à-vis de la Pologne nouvellement fondée. 
Les situations suivantes représentaient une menace :
- Insurrection de Grande-Pologne (1918-1919) à partir de décembre 1918
- Guerre soviéto-polonaise à partir du printemps 1919, au cours de laquelle l'Armée rouge russe soviétique encercle presque toute la province de Prusse-Orientale en août 1920 et se tient sur l'ancien corridor polonais
- Insurrections de Silésie à partir d'août 1919

## Histoire
La garde-frontière Est fait partie de la Reichswehr provisoire et est divisée en un haut commandement de l'armée Nord basé à Bartenstein et Sud basé à Breslau. La gestion opérationnelle est assurée par le Commandement suprême de l'armée (OHL), dont le quartier général est à Colberg depuis février 1919. En outre, une « Garde-frontière centrale orientale » (Zegrost) est mise en place au ministère prussien de la Guerre, qui est chargé des questions d'organisation.
| Commandement suprême de l'armée QG : Colberg / Poméranie Responsable OHL : GFM Paul von Hindenburg Premier quartier-maître général : GL Wilhelm Groener | |
| Garde-frontière centrale Est Siège social : Berlin Chef d'état-major : Maj. Friedrich Wilhelm von Willisen (de)                                         | |
| AOK Nord QG : Bartenstein / Prusse-Orientale Commandant en chef : GdI Ferdinand von Quast Chef de cabinet : GM Hans von Seeckt / Obst. Wilhelm Heye     | AOK Sud QG : Breslau / Silésie Commandant en chef : GdI Kurt von dem Borne Chef de cabinet : GM Fritz von Lossberg |

À l'approche de la signature allemande du traité de paix de Versailles en juin 1919, il est prévu au sein de la Garde-frontière Est de refuser de se retirer des zones contestées, voire de reconquérir les territoires conquis par la Pologne, au besoin en acceptant une séparation des provinces prussiennes orientales du Reich (Plan de l'État de l'Est (de)). Ces plans se sont effondrés après que le gouvernement du Reich et l'OHL se soient prononcés contre lui. Dans le cadre de la formation de l'armée de transition de 200 000 hommes pour le 1er octobre 1919, de nombreuses unités sont officiellement dissoutes, de même que le « poste de commandement de Colberg » et les deux hauts commandements de l'armée, qui existent encore après la dissolution de l'OHL. Néanmoins, la Reichswehr s'en tient au concept de protection des frontières et maintient des structures pour la mobilisation rapide des services d'urgence en cas d'avancée polonaise ou soviétique sur le territoire allemand. Cette Reichswehr noire est composée d' associations militaires, auxquelles les SA appartiennent aussi parfois. De nombreux anciens membres de la Garde-frontière Est rejoignent les corps francs dans les États baltes.
La directive sur la protection de l'État (de) est publiée en 1929.
Jusqu'en 1939, la protection de la frontière à l'est est une tâche essentielle de la Reichswehr, puis de la Wehrmacht, qui organisait à cet effet de nombreuses simulations et exercices.